# Complexe Bourbon
Le Complexe Bourbon était un édifice historique sur la rue Sainte-Catherine au Village gai de Montréal. Reconnu pour son style d'architecture inspiré de La Nouvelle-Orléans, il a abrité plusieurs restaurants et bars, dont le Club Sandwich et le bar La Traque. 
Il était le premier complexe à Montréal et l'un des premiers en Amérique du Nord dédié à la communauté gaie. L'ère des « mégaplexes » du Village gai comprend d'autres bars et boîtes de nuit comme le Drugstore, le Unity et le Complexe Sky.

## Historique
Inauguré au début des années 90 par Normand Chamberland, il a connu un déclin après le décès de l'homme d'affaires en 2008. Le dernier restaurant du Complexe Bourbon, le Club Sandwich, a fermé ses portes en avril 2014. L'édifice a par la suite été vendu pour 3,5 M $ au promoteur immobilier MTL Développement Inc. et démoli pour laisser place à la construction d'une tour résidentielle de neuf étages, dans le cadre de la revitalisation de l'est du centre-ville, aussi nommée Le Bourbon en hommage au bâtiment original. La construction du nouvel immeuble est prévue pour l'été 2020.